# 타니아 레이놀즈
타니아 레이놀즈(영어: Tanya Reynolds, 1991년 11월 4일 ~ )는 잉글랜드의 배우이다. 2019년부터 방영중인 드라마 《오티스의 비밀 상담소》에서 릴리 이글하트 역으로 잘 알려져 있다.